# Passaporto Nansen
Il passaporto Nansen era un passaporto internazionalmente riconosciuto rilasciato dalla Società delle Nazioni a profughi e rifugiati apolidi. 

## Storia
Concepito nel 1922 da Fridtjof Nansen, scienziato ed esploratore polare Premio Nobel per la pace, e concesso dal parlamento norvegese, nel 1942 era riconosciuto dai governi di 52 paesi.
In totale furono emessi circa 450 000 passaporti Nansen, che permisero a centinaia di migliaia di persone apolidi l'emigrazione in un paese diverso da quello di origine.
Il principio del passaporto Nansen è stato ripreso dal documento di viaggio descritto dalla Convenzione di Ginevra del 1951 sullo status dei rifugiati.
Tra gli altri, l'armatore Aristotele Onassis, il pittore Marc Chagall, il compositore Igor' Stravinskij e il coreografo Serge Lifar ebbero un "passaporto Nansen".